# Górnik Pszów
Górnik Pszów – klub sportowy powstały w 1924 roku.

## Historia
W 1935 roku powstał stadion. W 1955 roku powstał pawilon (szatnie) dla zawodników i sędziów. W latach 1987–1988 wybudowano dwupiętrowy pawilon sportowy z szatniami, hotelem i restauracją. W latach 1990–1991 wybudowano krytą trybunę i boisko piłki nożnej rezerwowe.

## Nazwy klubu
- (1924) Unia Pszów
- (1930) Powstaniec Pszów
- (1931) Strzelec Pszów
- (1933) Polonia Pszów
- (1945) Robotniczy Klub Sportowy przy KWK „Anna” w Pszowie
- (1949) Klub Sportowy „Górnik” Pszów
- (1975) Klub Sportowy „Górnik Pszów” Wodzisław Śląski
- (1995) Klub Sportowy „Górnik” Pszów
- (15 lipca 2003) Towarzystwo Sportowe „Górnik” Pszów.

## Sekcje

### Piłka nożna
Sekcja piłki nożnej powstała w 1924 roku. W sezonie 2024/2025 gra w klasie B, gr. Racibórz.
Największe osiągnięcia
- 4. miejsce w II lidze – 1991/1992
- 1/4 finału Pucharu Polski – 1993/1994

### Boks
Sekcja Bokserska została założona w 1962 przez Jana Anderskiego i Pawła Ryckiego. Rozwiązana w 1990 r.
- 1964 – awans do ligi okręgowej
- 1965 – starty w lidze okręgowej
- 1966/1967 – I miejsce w lidze okręgowej (start w barażach o II ligę)
- 1970 – drużynowe mistrzostwo Śląska
- 1972 – mistrzostwo IX grupy, a następnie II grupy podczas eliminacji do LIO w 1972 roku
- 1973 – starty w I lidze
- 1973 – zawodnik Zbigniew Kicka zdobył II miejsce w Indywidualnych Mistrzostwach Polski
- 1973 – powołano do kadry Polski zawodników Zbigniewa Kickę, Bogdana Gajdę oraz Andrzeja Biegalskiego
- 1973 – srebrny medal Zbigniewa Kicki w turnieju o „Czarne Diamenty”
- 1974 – spadek do II ligi
- 1974 – zawodnicy Bogdan Gajda i Andrzej Biegalski zdobyli tytuły Mistrzów Polski a Ryszard Jagielski i Zbigniew Kicka tytuły Wicemistrzów Polski w Indywidualnych Mistrzostwach Polski
- 1974 – trener Górnika Antoni Zygmunt został uznany najlepszym trenerem klubowym w Polsce
- 1974 – III miejsce w Drużynowych Mistrzostwach Polski
- 1974 – zapewnienie ponownego awansu do I ligi
- 1974 – złote medale Zbigniewa Kicki (waga półśrednia) i Andrzeja Biegalskiego (waga ciężka) w turnieju o „Czarne Diamenty”
- 1974 – brązowy medal Zbigniewa Kicki w I Mistrzostwach Świata Amatorów w Hawanie (Kuba)
- 1975 – spadek do II ligi
- 1976 – zawodnik Ryszard Jagielski zdobył brązowy medal w Mistrzostwach Polski
- 1978 – zawodnik Zbigniew Kicka zdobył indywidualne Mistrzostwo Polski
- 1978 – Zbigniew Kicka został uhonorowany decyzją PZB medalem Mistrza Sportu
- 1979 – zawodnik Zbigniew Kicka zdobył tytuł Mistrza Polski, a Ryszard Malinowski zdobył medal brązowy w Mistrzostwach Polski
- 1979 – zawodnik E. Maciejec zdobył brązowy medal Młodzieżowych Mistrzostw Polski
- 1983 - Wiesław Andrzejczak zdobył brązowy medal w Mistrzostwach Śląska Seniorów
- 1986 – zawodnik Karol Bogun sięgnął po tytuł Młodzieżowego Mistrza Polski w wadze półciężkiej
- 1987 – zawodnik Leszek Olszewski zdobył tytuł Młodzieżowego Mistrza Polski, a Krystian Piszczan medal brązowy
- 1987 – złoty i srebrny medal na Spartakiadzie Młodzieży
- 1987 – zawodnik Andrzej Możdżeń zdobył tytuł Wicemistrza Polski
- 1988 – zawodnicy Leszek Olszewski i Karol Bogun zdobyli brązowe medale w Mistrzostwach Polski
- 1988 - Wiesław Andrzejczak zdobył wicemistrza Śląska seniorów
- 1989 – zawodnik Leszek Olszewski zdobył srebrny medal, a zawodnik Karol Bogun brązowy medal w Mistrzostwach Polski
- 1990 – zawodnik Karol Bogun zdobył brązowy medal w Mistrzostwach Polski
- 1990 – rozwiązanie sekcji bokserskiej

Trenerzy
- Antoni Zygmunt, Zenon Stefaniuk, Zbigniew Kicka, S. Śpiewak (asystent)

Miejsce treningów
- Hala sportowa na szybie Ignacy – przy KWK „Anna”

Zawodnicy
- najbardziej utytułowani:

Zbigniew Kicka, Bogdan Gajda, Andrzej Biegalski, Ryszard Jagielski, Ryszard Malinowski, E.Maciejec, Karol Bogun, Leszek Olszewski, Krystian Piszczan, Andrzej Możdżeń, Jan Wawrzynowicz

### Podnoszenie ciężarów
Sekcja Podnoszenia ciężarów istniała w latach 1959–1974.
- 1960 – zgłoszenie drużyny do Okręgowego Związku Podnoszenia Ciężarów w Katowicach oraz pierwsze starty w lidze
- 1961 – 4 tytuły wicemistrzów Śląska
- 1964 – awans do ligi okręgowej
- 1965–1968 – drużyna zaliczała się do czołówki okręgu śląskiego, juniorzy powoływani byli na obozy reprezentacji Śląska, trzykrotne wywalczenie pucharu ROW, juniorzy zdobyli tytuł drużynowego mistrza śląska.
- 1969–1972 – czołowe miejsca w lidze okręgowej
- 1973 – spadek do A klasy
- 1974 – spadek do B klasy
- 1974 – podjęto decyzję o rozwiązaniu sekcji

Trenerzy
- Karol Gabrys
- Marek Jagiełło
- Wiktor Baron

Miejsce treningów
- Hala sportowa na szybie Ignacy – przy KWK „Anna”

Zawodnicy
J. Szczygieł, P. Szczygieł, W. Szczygieł, W. Walczok, J. Pawlaszczyk, J. Rycka, Szymiczek, Machura, Zielonka, Romot, Zysiek, Nikiel, P. Kahl, Wajda, Grzegorzek, Teodorowicz, Cwielong

### Tenis stołowy
Tradycje sekcji Tenisa stołowego sięgają okresu międzywojennego. Po II wojnie światowej powołano sekcje przy Związku Zawodowym Górników przy KWK „Anna” która w 1950 roku zdobyła mistrzostwo powiatu rybnickiego. Dopiero w 1955 roku po reorganizacji sekcja ta została włączona do KS Górnik Pszów.
- 1950 – mistrzostwo powiatu rybnickiego
- 1976/1977 – osiągnięcia na szczeblu podokręgu, a także w turniejach wojewódzkich
- 1980/1981 – awans drużyny męskiej i żeńskiej do klasy terenowej
- 1981/1982 – awans drużyny męskiej i żeńskiej do klasy wojewódzkiej
- 1982 – zawodniczka Agata Grzegorzek została sklasyfikowana jako III zawodniczka Polski
- 1988/1989 – awans do II ligi
- 1991/1992 – awans pierwszego zespołu do I ligi, a zespół II awansował do II ligi
- 1994/1995 – srebrny medal zawodników Roberta Rogalskiego i Piotra Brawańskiego w grze podwójnej w Mistrzostwach Śląska
- 1996 – srebrny medal zawodników Tomasza Rzeszótko i Mariusza Pietraszyn w grze podwójnej, a Robert Rogalski i Jarosław Kolekta zajęli 4. miejsce w Mistrzostwach Śląska
- 1996 – srebrny medal dla drużyny oraz srebro indywidualnie dla Jarosława Kolekty w Mistrzostwach Polski Uniwersytetów
- 1996/1997 – pierwsze miejsce w I lidze i awans do ekstraklasy, druga drużyna była wówczas w III lidze, a najmłodsi w IV lidze.
- 1997/1998 – start w pierwszej lidze, drugi zespół w II lidze
- 1998/1999 – nie wystawiono drużyny do rozgrywek I ligi, co oznaczało rozwiązanie sekcji

Trenerzy
- Jan Grzegorzek, Edward Ćmok, Jerzy Opiłka

Miejsce treningów
- Sala Szkoły Podstawowej nr 4 w Pszowie (obecne gimnazjum)
- Sala Szkoły Podstawowej nr 1 w Pszowie

Zawodnicy
- Agata Grzegorzek, Bożena Rzodeczko, Katarzyna Burek, L. Groborz, H. Drobny, R. Siedlok (współzałożyciel), A. Eichler, R. Deutschmanek, A. Hausman, J. Siedlok, J. Kasprowicz, T. Rzeszótko, P. Brawański, E. Kermaszek, R. Rogalski, T. Matuła, M. Pietraszyn, J. Kolekta, A. Frankowski

### Gimnastyka sportowa
Tradycje Gimnastyczne sięgają lat międzywojennych XX w. i były ściśle powiązane z Towarzystwem Sportowym „Sokół” w Radlinie. Sekcja istniała w latach 1948–1969.
.
- 1948 – przyłączenie sekcji do Klubu Sportowego „Polonia” (późniejszego Górnika)
- 1948 – start w I Ogólnokrajowej Spartakiadzie Gimnastycznej w Warszawie
- 1949 – zgłoszenie do Polskiego Związku Gimnastycznego
- 1955 – drugie miejsce w zawodach o Puchar Śląska
- 1955 – pierwsze miejsce na mistrzostwach klasy II
- 1955 – zawodnik Andrzej Sowa zdobył III kółko olimpijskie
- 1963 – zawodnik Antoni Eliasz zajął V miejsce w zawodach o indywidualne mistrzostwo Polski w klasie I
- 1963 – zawodnik Andrzej Sowa V miejsce w zawodach o indywidualne mistrzostwo Polski w klasie juniorów
- 1966 – III miejsce w drużynowych zawodach o mistrzostwo okręgu śląskiego
- 1966 – drugie miejsce w zawodach Federacji „Górnik”
- 1968 – kłopoty kadrowe w sekcji (dużo zawodników zakończyło karierę)
- 1969 – zawieszono działalność sekcji z powodu braku zawodników i oddanych działaczy

Trenerzy
- J. Deutschmanek, Leon Adamczyk

Miejsce treningów
- od 1962 roku – Hala sportowa na szybie Ignacy – przy KWK „Anna”

Zawodnicy
- R. Baron, E. Deutschmanek, J. Deutschmanek, A. Baron, J. Gomolec, R. Sowa, A. Idziaczyk, A. Sowa, A. Eliasz, J. Pasieka, L. Adamczyk, H. Góral, J. Szymroszczyk, R. Góralczyk

### Hokej na lodzie
Sekcja Hokeja na lodzie została założona w 1973 roku przez M. Szymańskiego, Z. Nosiadka, A. Tlołkę. Sekcja została rozwiązana w 1977 roku.
- 1973 – założenie klubu i zgłoszenie go do rozgrywek w Polskim Związku Hokeja na Lodzie i Okręgowym Związku Hokeja na Lodzie
- 1973/1974 – start w mistrzostwach ligi okręgowej (w rozgrywkach zespół zajął ostatnie miejsce, strzelił 21 bramek, stracił 168 bramek)
- 1975/1976 – drugie miejsce w grupie i awans do II ligi
- 1977 – wycofanie zespołu z II ligi, co było jednoznaczne z rozwiązaniem sekcji

Trener
- Andrzej Tlołka

Miejsce treningów
- Lodowisko „Toran” w Pszowie

Zawodnicy
Trzon drużyny stanowili uczniowie Zasadniczej Szkoły Górniczej przy KWK „Anna” w Pszowie

### Judo
Sekcja Judo istniała w latach 1961–1964; Założyciel - Emil Musioł.
- 1961 – 1962 – walki pokazowe
- 1962 – pierwszy oficjalny pojedynek z drużyną Gwardia Katowice
- 1962 – Bronisław Grobelny – 10. miejsce w indywidualnych mistrzostwach Polski
- 1962 – Jan Musioł zdobył tytuł wicemistrza Śląska w wadze ciężkiej
- 1964 – rozwiązanie sekcji

Trenerzy
- Emil Musioł
- R. Smelik
- S. Korczewski

Zawodnicy
Korczewski, Kasza, Smelik, Cieślik, Grobelny, Krakowczyk

### Szachy
Sekcja Szachowa istniała w latach 1961–1983 Założyciele to: Eryk Maciuga, Jan Boehm, Paweł Stańkusz
- 1962 – zgłoszono sekcje do rozgrywek o mistrzostwo Śląskiego Okręgu Związku Szachowego
- 1964 – zdobycie mistrzostwa klasy B i awans do klasy A
- 1964 – w zawodach o mistrzostwo powiatu wodzisławskiego zawodnicy E. Maciuga, R. Anderski, J. Boehm zdobyli trzy pierwsze miejsca
- 1965 – E. Maciuga zdobył pierwsze miejsce w mistrzostwach ROW
- 1968 – wicemistrz klasy A i awans do Ligi Śląskiej
- 1971 – F. Podeszwa zdobył trzecie miejsce w turnieju o Puchar Ziemi Cieszyńskiej
- 1978 – spadek do klasy A
- 1979 – J. Kubieniec zajął pierwsze miejsce w międzynarodowym turnieju i otrzymał tytuł Mistrza Śląska, a drużyna zajęła pierwsze miejsce i awansowała do klasy B
- 1980 – pierwsze miejsce drużynowo w turnieju noworocznym. Indywidualnie Z. Kotarski – pierwsze miejsce, a J. Kubieniec – czwarte miejsce
- 1980/1981 – spadek do klasy C
- 1982/1983 – drużyna nie przystąpiła do rozgrywek, co oznaczało rozwiązanie sekcji